# Biding
Biding é uma comuna francesa na região administrativa de Grande Leste, no departamento de Mosela. Estende-se por uma área de 6,72 km². Em 2010 a comuna tinha 334 habitantes (densidade: 49,7 hab./km²).